# Takamagahara
Takamagahara (高天原?   "Altiplano del Cielo" o "Altiplano Celestial", también escrito como Takamanohara, Takaamahara, Takaamanohara, Takanoamahara.) es la morada de las deidades celestiales en la mitología japonesa, cuyo gobierno es concedido a la divinidad principal del panteón sintoísta, Amaterasu. Se encuentra en el cielo y es donde surgieron los dioses, los cuales descendían a la Tierra por medio del Puente Flotante del Cielo (Ama no Ukihashi). 

## Origen
Debido a las distintas pronunciaciones que pueden tener los caracteres chinos, no se puede decir con total certeza cuál es la correcta de entre todas. Al principio del primer capítulo del texto donde se hace mención de este lugar, el Kojiki, se puede entender que el nombre se lee Taka-ama-hara. No obstante, en años recientes la versión más aceptada y común es Takamagahara. 
El posesivo no (Takamanohara) pasó a ser ga (Takamagahara). Se empezó a hacer uso de esta última denominación alrededor del período medieval, manteniéndose hasta día de hoy. Se registra su uso en la cultura popular del período Edo, en novelas yomihon o libros sharebon; lo que llevó a tal aceptación del nombre. En la literatura histórica es preferible el empleo de Takamanohara o también Takaamanohara. 
En el Kojiki se menciona que se encuentra en lo alto del cielo, arriba del mundo de los vivos que es el País Central de Ashihara como también del mundo subterráneo que es el País de las Raíces o el País de las Tinieblas. 
Y a su vez, desde la antigüedad ha habido quienes tratan de darle una explicación lógica a lo escrito en la mitología. Se ha teorizado que este lugar sí existió en la vida real, que quizá en la mitología era una forma de referirse a Kyūshū, Yamato, Hokuriku, el monte Fuji, etc.

## En el Kojiki
La primera vez que se hace mención de este lugar en el Kojiki es al principio del primer capítulo del primer ciclo del texto para describirlo como el sitio en el que nacieron los dioses: Cuando por primera vez se separaron el Cielo y la Tierra, las deidades que surgieron en el Altiplano del Cielo fueron estas.
Se cree que se encuentra en las nubes arriba del mar debido a que en la escena del nacimiento de las islas se da a entender que los dos dioses estaban desde lo alto revolviendo las aguas con la alabarda para crear las islas, puesto que después descienden a estas mismas.
Cuando la divinidad solar, Amaterasu, fue procreada se le entregó el Altiplano del Cielo para que lo gobernara.
En las partes del Kojiki en que el dios Susanō toma protagonismo, Takamagahara es descrito como un lugar en el que los dioses celestiales moran, y en el que se encuentra el Río Celestial de Yasu, la Casa Rocosa Celestial, arrozales y hasta telares sagrados; dando la impresión de que la vida ahí era muy similar a la del mundo humano.
También se menciona que el País Central de Ashihara fue sometido y pacificado por las divinidades celestiales, y así la diosa Amaterasu le da el mandato a su nieto el dios Ninigi que descienda del Cielo, confiándole dicha tierra. Y desde entonces, la estirpe imperial son los soberanos del País Central de Ashihara.

## En otras crónicas
En el Nihon Shoki se hace una mención casi nula en el texto sobre el Altiplano Celestial. Solo aparece mencionado brevemente en el cuarto volumen en la primera parte de la Era de los Dioses; también aparece como parte del nombre póstumo japonés que recibió la emperatriz Jitō en el cuarto año de la era Yōrō (año 720): Gran Augusta Emperatriz del Altiplano Celestial (Takamanohara Hironohime no Sumeramikoto).
En el Kogo Shūi escrito en el período Heian aparece mencionado una sola vez cuando se describe el descenso del dios Ninigi.
En el Fudoki escrito en el período Nara aparece mencionado dos veces al principio del pasaje sobre la provincia Hitachi.
En años más recientes, en la obra Relatos del Plano Espiritual, Onisaburo Deguchi describe el Altiplano del Cielo como un espacio reluciente, un lugar puro y espiritual hecho de un resplandor cegador como el del universo.